# Sudański Front Rewolucyjny

Flaga SFR

Sudański Front Rewolucyjny (SFR) – koalicja ogólnosudańskich frakcji przeciwko prezydentowi Sudanu Umarowi al-Baszirowi powstały 11 listopada 2011 w toku sudańskiego konfliktu granicznego. W skład sojuszu wchodził Ludowy Ruch Wyzwolenia Sudanu (sektor północny) (SPML-N), Ruch Sprawiedliwości i Równości (JEM), Ruch Wyzwolenia Sudanu (SLM).

## Kompozycja
Sygnatariuszami każdych z grup byli Yasir Arman (SPLM-N), Ahmed Tugud (JEM), Abul Gassim Al-Haj (SLM-al-Nur), Al-Rayah Mahmoud (SLM-Minnawi). Przywódcy podpisali układ 11 listopada 2011 w mieście Kadua.
Frakcje darfurskie i Ludowy Ruch Wyzwolenia Sudanu (sektor północny) ogłosiły powołanie Sudańskiego Frontu Rewolucyjnego w celu obalenia rządu al-Baszira i zainstalowania systemu demokratycznego w Sudanie.
Ludowy Ruch Wyzwolenia Sudanu (sektor północny) (SPML-N) to zakazane w Sudanie ugrupowanie militarno-polityczne. Ruch Sprawiedliwości i Równości (JEM) i Sudański Ruch Wyzwolenia (SLM) byli rebeliantami antyrządowymi walczący w Darfurze z wojskiem i milicjami prorządowymi (Dżandżawidzi).
Ugrupowania te już wcześniej planowały założenie sojuszu, jednak wystąpiły nieporozumienia co do roli islamu we Froncie i ewentualnym nowym rządzie porewolucyjnym. Jednak wątpliwościom dało się zaradzić i układ o koalicji wszedł w życie.
Chartum oskarżył Sudan Południowy o wspieranie rewolucjonistów.

## Działania rewolucjonistów
10 grudnia 2011 doszło do potyczki pod Warni w Kordofanie Południowym, w wyniku czego zginęło 19 osób. Armia Sudanu została zmuszona do odwrotu. Front Rewolucyjny zdobył także miasta Abu al-Hassana i al-Raszad.
25 grudnia 2011 przywódca największego ugrupowania rebeliantów w Darfurze, Ruchu Sprawiedliwości i Równości (JEM), Chalil Ibrahim, został zabity przez armię sudańską. Zginął podczas walk w rejonie miejscowości Wadbanda, w Kordofanie Północnym.
Sudan Południowy i Sudański Front Rewolucyjny z Ruchem Sprawiedliwości i Równości zmobilizował w kwietniu 2012 w czasie walk pomiędzy Sudanem i Sudanem Południowym 10 tys. żołnierzy i zdobył sudańskie miasto Heglig. Następnie rebelianci rozbili wojska sudańskie w miastach Kersana i Kailik, pokonane wcześniej pod Heglig. Spowodowało to zabezpieczenie od północy Hegligu kontrolowanego przez armię Sudanu Południowego.
Wykorzystując zamieszanie na sudańskiej granicy na początku maja 2012, Rewolucyjny Front Sudanu ogłosił początek operacji mających na celu obalenie reżimu w Chartumie. Bojówki te przejęły pełną kontrolę nad rejonem Gereida w Darfurze.